# Terceira Força (Líbia)
Terceira Força é uma milícia de Misrata atuante durante a Segunda Guerra Civil Líbia, próxima ao governo de Trípoli, e que desempenhou um papel importante no Fezã entre 2014 e 2017.
A Terceira Força foi implantada a pedido do Governo de Salvação Nacional em Trípoli no início de 2014 para assegurar Seba. O objetivo parecia ser o de salvaguardar o fornecimento de petróleo, nomeadamente protegendo a estrada entre o campo petrolífero de Sharara e os terminais de exportação na costa, através de Ubari e Seba, e impedindo o Exército Nacional Líbio de assumir o controle.
No início de março de 2015, a Terceira Força foi subitamente atacada pelas tribos unificadas sob a autoridade do coronel Mohamed bin Nile, consistindo principalmente de combatentes da tribo Magarha, que tornou-se a 241.ª Brigada de Infantaria do Exército Nacional Líbio. Esta ofensiva foi definitivamente repelida em 14 de abril de 2015 com a retomada da Base Aérea Brak al-Shati.
No entanto, a Terceira Força dispara contra manifestantes em Seba em 7 de agosto de 2015, e os combates eclodem entre os últimos, por um lado, apoiados pelo Batalhão Ahrar Fezzan, Bahir al-Din e os árabes Oulad Souleymane e as tribos pró-Kadafi Qadhadhfa e Magarha, por outro lado. A Terceira Força finalmente consegue recuperar o controle da cidade em 13 de agosto.
Esta milícia é suspeita de crimes de guerra durante a Batalha de Birak. Birak al-Shati é uma base aérea, localizada a 70 km ao norte de Seba, onde, em 18 de maio de 2017, a Terceira Força lançou um ataque surpresa ao Exército Nacional Líbio e matou 141 combatentes e civis; alguns deles foram sumariamente executados.
Em 25 de maio, ataques do Exército Nacional Líbio e das milícias locais forçaram a Terceira Força a se retirar da base.
A Terceira Força seria renomeada como 13.º Batalhão, afiliado ao Governo de União Nacional de Fayez al-Sarraj.